# Балтача Сергій Павлович
Сергій Павлович Балтача (нар. 17 лютого 1958, Жданов, нині Маріуполь) — український та радянський футболіст. Відомий своїми виступами за «Динамо» (Київ). Володар Кубка володарів Кубків УЄФА 1986. Віцечемпіон Європи 1988. Автор 1100-го гола, забитого на фінальних частинах чемпіонатів світу.

## Життєпис
Народився 17 лютого 1958 року в м. Жданов (нині Маріуполь, Україна).
Вихованець маріупольської футбольної дитячої команди «Азовсталь» і харківського спортінтернату.
Вступав за футбольні клуби «Металіст» Харків (1976), «Динамо» Київ (1977–1988), «Іпсвіч Таун» Англія (1988–1990), «Сент-Джонстон» Перт Шотландія (1990–1993), «Каледонієн» Шотландія, граючий тренер (1993–1995).
Чемпіон СРСР 1980, 1981, 1985, 1986 рр. Володар Кубка СРСР 1978, 1982, 1985, 1987 рр. Володар Кубка володарів Кубків УЄФА 1986 р.
За збірну СРСР з футболу провів 45 офіційних матчів, забив 2 голи, також зіграв в одному неофіційному матчі, де забив 1 гол. Зіграв 2 матчі за олімпійську збірну СРСР.
Віцечемпіон Європи 1988 р. Бронзовий призер Олімпіади 1980 р. Учасник чемпіонату світу 1982 р. Автор 1100-го гола, забитого на чемпіонатах світу. Чемпіон світу серед юніорів 1977 р. Чемпіон Європи серед молодіжних команд 1980 р.
Асистент головного тренера футбольного клубу «ЦСКА-Борисфен» Київ, Україна (1995–1998). Асистент головного тренера футбольного клубу «Сент-Міррен», Шотландія (1998–1999). Тренер Федерації футболу Шотландії (1999–2001). Тренер юнацької академії футбольного клубу «Чарльтон», Англія (з 2001-го).
Зараз проживає в Англії, іноді приїжджає в гості додому. Сергій Балтача першим з радянських футболістів поїхав до Великої Британії — грати за англійський «Іпсвіч», до речі, за цей клуб він виступав з 1988 по 1990 роки, пізніше перейшов до шотландського клубу «Сент-Джонстон» з міста Перт, де грав три роки, а з 1993-го перейшов так само до шотландського клубу «Каледонієн». З 2008 по 2012 рік Сергій Балтача працював тренером футбольної академії лондонського «Челсі». З 2012 по сьогодні тренує в академії «Чарльтон Атлетік».
Прізвище Балтача українці знають дуже добре, але тепер також з ім'ям доньки Олени — першої тенісної «ракетки» Великої Британії, та сина-футболіста — Сергія — молодшого.

## Державні нагороди
- Орден «За заслуги» III ст. (13 травня 2016) — за вагомі особисті заслуги у розвитку і популяризації вітчизняного футболу, піднесення міжнародного спортивного престижу України та з нагоди 30-річчя перемоги у фінальному матчі Кубка володарів кубків УЄФА, здобутої під керівництвом головного тренера футбольного клубу «„Динамо“ Київ», Героя України Лобановського Валерія Васильовича[1][2]